# Fernando Mario Castro
Fernando Mario Castro (nacido el 17 de mayo de 1957) es un exfutbolista argentino. Se desempeñaba como delantero y su primer club fue Rosario Central.

## Carrera
Su debut en el canalla se dio el 10 de junio de 1979, en un encuentro ante Independiente, que Central ganó 4-2 cotejo válido por la 13.ª fecha del Metropolitano. Su participación hasta 1980 se limitó a cinco encuentros, en los que no logró convertir goles. En 1982 jugó para Los Andes; al año siguiente retornó a la ciudad para jugar en Central Córdoba. El charrúa descendió ese año de Primera B a Primera C.

## Clubes
| Club                             | País      | Año       |
| -------------------------------- | --------- | --------- |
| Rosario Central                  | Argentina | 1979-1980 |
| Atlético Ledesma                 | Argentina | 1981      |
| Municipal de Tarija              | Bolivia   | 1981      |
| Los Andes                        | Argentina | 1982      |
| Central Córdoba (Rosario)        | Argentina | 1983      |
| Alianza de General Cabrera       | Argentina | 1984      |
| Unión de General Pinedo          | Argentina | 1984      |
| General Belgrano de Santa Isabel | Argentina |           |
| América de Cañada de Gómez       | Argentina |           |